# معبد مریخ (مریدا)
معبد مریخ (اسپانیایی: Templo de Marte‎) که در میان مردم با نام عامیانهٔ «اورنیتو» (El hornito) شناخته می‌شود، یک ایوان یا رواق رومی است که بین سال‌های ۵۴ تا ۶۸ پیش از میلاد ساخته شد. این بنا در شهر مریدا در کشور اسپانیا، و به‌طور دقیق‌تر، در مقابل کلیسای جامع سانتا ائولالیا قرار دارد. این معبد نامش را در اصل از اسطوره و ایزد رومی مارس می‌گیرد.

## تاریخچه
این معبد در سدهٔ اول میلادی در خارج از محدوده اصلی شهر ساخته شد. یکی از ویژگی‌های برجسته آن، «اورنیتو» است؛ سازه‌ای که در دل معبد جای دارد و بازمانده‌ای از سدهٔ سیزدهم به‌شمار می‌رود. این بخش در گذشته توسط زائران شهر مریدا مورد استفاده قرار می‌گرفت، کسانی که شب‌هنگام در مقابل کلیسا می‌ماندند.
در دوره‌های بعد، معبد دچار فرسایش شد، اما خوشبختانه توسط اعضای کلیسای جامع سانتا ائولالیا محافظت شد. شایان ذکر است که کلیسای جامع سانتا ائولالیا نخستین کلیسای ساخته‌شده در شبه‌جزیره ایبری (هیسپانیا) پس از رسمی شدن دین مسیحیت توسط امپراتور کنستانتین بزرگ بود. امروزه، بقایای معبد در کنار این کلیسا بخشی از مجموعهٔ باستان‌شناسی مریدا را تشکیل می‌دهند.
توصیف
بخش زیادی از آنچه امروزه از معبد مشاهده می‌شود، حاصل بازسازی‌هایی در قرن هفدهم میلادی است. تزئینات معماری به‌همراه گوی‌های پرزرق‌وبرق سبک «هریریانو» (سبکی از معماری اسپانیایی در قرون میانه و رنسانس) از جمله اجزای این بازسازی هستند.
در عین حال، کتیبه‌ای به زبان لاتین با عبارت «تقدیم‌شده به الههٔ مارس از سوی ورتتیلا پاکولی» (MARTI SACRVM VERTTILLA PACVLI) و نقش‌برجسته‌هایی در سردر معبد دیده می‌شود که عناصری از قدرت نظامی، حیوانات نمادین، سرهای مدوسا و برگ‌های نخل را به تصویر می‌کشند؛ همه این‌ها متعلق به دوره رومی معبد هستند.